# Neceuiivka, Iampol
Neceuiivka (în ucraineană Нечуївка) este un sat în comuna Rusava din raionul Iampol, regiunea Vinița, Ucraina.

## Demografie
Componența lingvistică a localității Radeanske
     Ucraineană (98,14%)
     Rusă (1,39%)
     Alte limbi (0,46%)
Conform recensământului din 2001, majoritatea populației localității Neceuiivka era vorbitoare de ucraineană (98,14%), existând în minoritate și vorbitori de rusă (1,39%).